# Osyris
Osyris L., 1753 è un genere di piante appartenente alla famiglia delle Santalacee.

## Tassonomia
Il genere comprende le seguenti specie:
- Osyris alba L.
- Osyris compressa (P.J.Bergius) A.DC.
- Osyris daruma Parsa
- Osyris lanceolata Hochst. & Steud.
- Osyris speciosa (A.W.Hill) J.C.Manning & Goldblatt